# Campo (Arteijo)
Campo (llamada oficialmente O Campo) es una aldea española, actualmente despoblada, que forma parte de la parroquia de Arteijo, del municipio de Arteijo, en la provincia de La Coruña.